# Berlinale Kamera

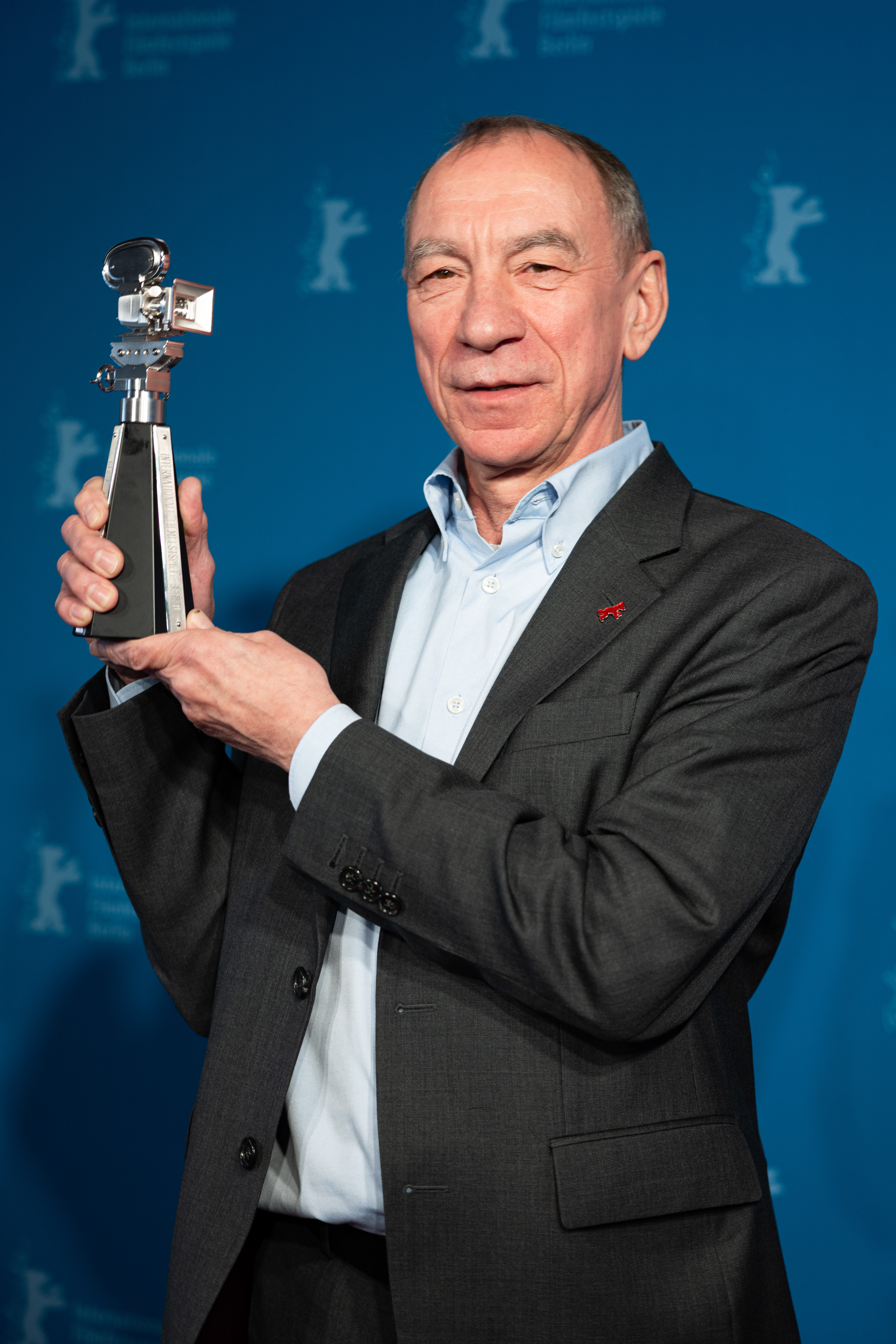
Preisträger 2025: Rainer Rother

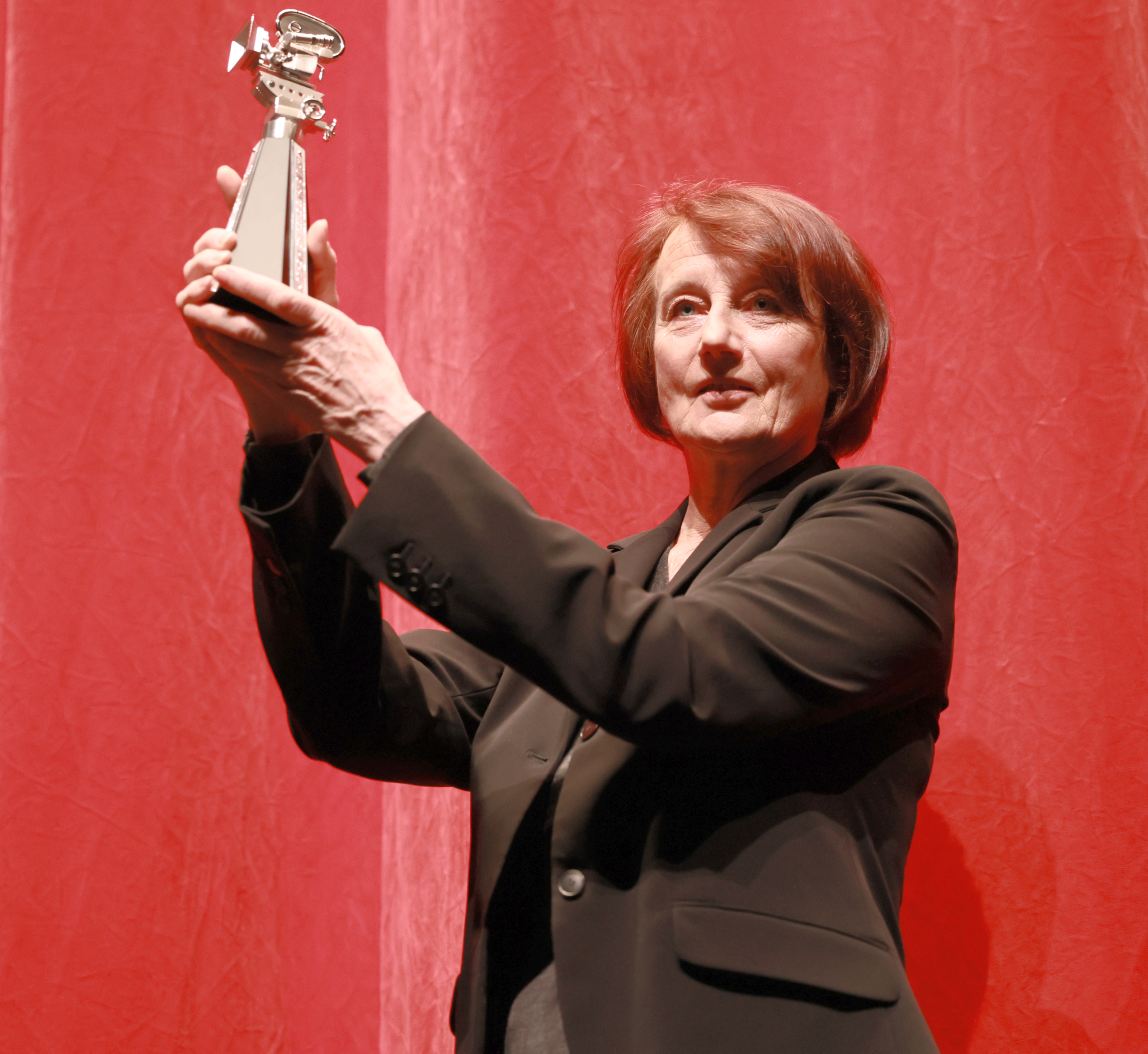
Preisträgerin 2023: Kamerafrau Caroline Champetier mit der erhaltenen Berlinale Kamera

Die Berlinale Kamera ist eine Auszeichnung, die seit 1986 jedes Jahr im Rahmen der Internationalen Filmfestspiele Berlin vergeben wird. Das Festival ehrt damit filmschaffende Personen und Institutionen, denen es sich besonders verbunden fühlt. Es werden nur Personen und Institutionen ausgezeichnet, die nicht mit einem Film im aktuellen Wettbewerb vertreten sind. Auf einem Festival erhalten meist mehrere Personen und Institutionen diesen Preis.
Stifter der Berlinale Kamera war bis 2003 der Juwelier David Goldberg aus Berlin. Das Atelier Georg Hornemann aus Düsseldorf stiftete den Preis im Anschluss von 2004 bis 2013. Hornemann war es auch, der die Trophäe für die Berlinale 2008 neu entworfen hat. Sie ist eine Miniatur einer realen Filmkamera und besteht aus 128 einzelnen Silber- und Titanteilen, von denen viele beweglich sind.

## Preisträger
- 1986: Gina Lollobrigida, Giulietta Masina, Sydney Pollack, Fred Zinnemann
- 1987: Klaus Maria Brandauer, Elem Klimow, Jack Valenti
- 1988: Richard Attenborough, Chuck Berry, Guglielmo Biraghi, Ellen Burstyn
- 1989: Stephen Frears, Horst Pehnert, Michail Schkalikow, Marc Spiegel
- 1990: Frank Beyer, Martin Landau, Karel Vachek, Bernhard Wicki
- 1991: Francis Ford Coppola, Jane Russell
- 1992: Hal Roach
- 1993: Victoria Abril, Juliette Binoche, Gong Li, Corinna Harfouch, Johanna ter Steege
- 1995: Eleanor Keaton
- 1996: Tschingis Aitmatow, Sally Field, Jodie Foster, Astrid Henning-Jensen, Volker Noth
- 1997: Lauren Bacall, Ann Hui, Armin Mueller-Stahl, Franz Seitz
- 1998: Carmelo Romero, Curt Siodmak
- 1999: Armen Medwedew, Robert Rodríguez, Meryl Streep
- 2000: Kon Ichikawa, Wolfgang Jacobsen
- 2001: Heinz Badewitz, Kei Kumai
- 2002: Constantin Costa-Gavras, Volker Hassemer, Horst Wendlandt
- 2003: Artur Brauner, Peer Raben, Erika Richter
- 2004: Rolf Bähr, Erika Rabau, Willy Sommerfeld, Regina Ziegler
- 2005: Daniel Day-Lewis, Katrin Saß, Helene Schwarz
- 2006: Michael Ballhaus, Jürgen Böttcher, Laurence Kardish, Hans Helmut Prinzler, Peter B. Schumann
- 2007: Clint Eastwood, Gianni Minà (italienischer Fernsehjournalist und Dokumentarfilmer), Márta Mészáros, Dorothea Moritz und Ron Holloway (Journalisten)
- 2008: Karlheinz Böhm, Otto Sander
- 2009: Claude Chabrol, Manoel de Oliveira, Günter Rohrbach
- 2010: Erika und Ulrich Gregor (Gründer der Berlinale-Filmreihe Forum), die Berlinale-Bär-Gießerei Noack und Yōji Yamada
- 2011: Lia van Leer, Jérôme Clément, Franz Stadler und Rosemarie Stadler (die Betreiber des Charlottenburger Programmkinos Filmkunst66), Harry Belafonte
- 2012: Studio Babelsberg, Haro Senft, Ray Dolby
- 2013: Rosa von Praunheim, Isabella Rossellini
- 2014: Karl Baumgartner
- 2015: Naum Kleiman, Marcel Ophüls, Carlo Petrini, Alice Waters
- 2016: Ben Barenholtz, Tim Robbins, Marlies Kirchner
- 2017: Nansun Shi, Geoffrey Rush, Samir Farid
- 2018: Beki Probst, Katriel Schory, Jiří Menzel
- 2019: Sandra Schulberg, Wieland Speck, Agnès Varda, Herrmann Zschoche
- 2020: Ulrike Ottinger
- 2021: aufgrund der COVID-19-Pandemie keine Vergabe[1]
- 2023: Caroline Champetier[2]
- 2024: Edgar Reitz[3]
- 2025: Rainer Rother[4]